# Gustav Kisch
Gustav Oswald Kisch (n. 26 martie 1869, Bistrița – d. 1 iunie 1938, Cluj) a fost un teolog evanghelic sas, filolog, membru de onoare (1933) al Academiei Române și întemeietorul Școlii Germaniștilor Bistrițeni (Nösner Germanistenschule).

## Viața și activitatea
Gustav Kisch a studiat filologie și teologie la Cluj, Budapesta, Berlin, Tübingen, Leipzig și Zürich. A fost preocupat de locul de origine a sașilor, pe care a încercat să-l determine pe baza limbii vorbite de ei. În acest scop, în perioada 1888 - 1904 Gustav Kisch a călătorit de cinci ori în Luxemburg.
În perioada 1891-1910 a fost profesor la Gimnaziul Evanghelic C.A. din Bistrița, iar în perioada 1911-1920 a fost preot paroh al Bisericii Evanghelice C.A. din Bistrița.
Timp de 17 ani, din 1920 până în 1938, lingvistul și teologul bistrițean Gustav Kisch a fost șeful catedrei de germanistică a Universității din Cluj.
Acesta este cunoscut ca fiind autorul teoriei identității graiului bistrițean cu cel luxemburghez și deci a emigrării sașilor din regiunea Mosela-Luxemburg în Transilvania. În cariera sa, acesta se poate spune că a „exploatat” lingvistica, etimologia, precum și toponimia în cadrul incrusiunii sale în timp în vederea descoperirii trecutului celor două regiuni: Transilvania și Banat.

## Opera
- Die Bistritzer Mundart verglichen mit der Moselfränkischen, Halle, 1893; („Dicționar comparativ al dialectului năsăudean și cel francon de pe Mosela și din Luxemburg”);
- Erloschenes Slawentum in Siebenbürgen, în: Korrespondenzbl. des Vereins für siebenbürgische Landeskunde, 42, 1924, pag. 1-9, 25-41;
- Erloschenes Magyarentum in Siebenbürgen, în: Korrespondenzbl. des Vereins für siebenbürgische Landeskunde, 42, 1924, pag. 135-160.
- Siebenbürgen im Lichte der Sprache: Ein Beitrag zur Kulturgeschiche der Karpathenländer, Mayer & Müller, g.m.b.h., 1929 („Transilvania privită sub aspectul limbii: o contribuție la istoria culturii țărilor carpatice”).